# 藤本定義
藤本 定義（ふじもと さだよし、1904年12月20日 - 1981年2月18日）は、愛媛県松山市生まれのプロ野球監督。
東京巨人軍初代監督（形式的には第3代監督）で、巨人と阪神の両方で監督を務めたことがある唯一の人物である。監督として通算3200試合・1657勝はいずれもNPB歴代3位。

## 来歴

### 現役時代～カーブの藤本
1904年12月20日に愛媛県松山市で生まれる。愛媛県立松山商業学校に進学し、全国中等学校優勝野球大会には第6回から第9回まで4大会連続で出場している。
1920年（大正9年）の第6回全国中等学校優勝野球大会では野手として出場し、準決勝で慶応普通部と対戦。延長16回の激戦の末に3-4で敗退した。
1921年（大正10年）の第7回全国中等学校優勝野球大会から投手としてマウンドに立った。準々決勝で京都一商に投打で圧倒され、1-7で敗退した。
1922年（大正11年）の第8回全国中等学校優勝野球大会では準決勝で好投手浜崎真二を擁する神戸商と対戦し、白熱した投手戦の末に内野守備の乱れを突かれて1-2のサヨナラ負けを喫した。
松山商業野球部は1923年（大正12年）の第11回関西学生連合野球大会（美津濃運動具店主催）と近県中等学校野球大会（山口高商主催）でそれぞれ優勝し、さらに大毎軍や明大野球部とも対戦するなどして実力向上に努めた。同年夏の第9回全国中等学校優勝野球大会では優勝候補の一角にあげられていたが、2回戦で甲陽中と対戦し、9回表に逆転3ランを放たれて敗退した。

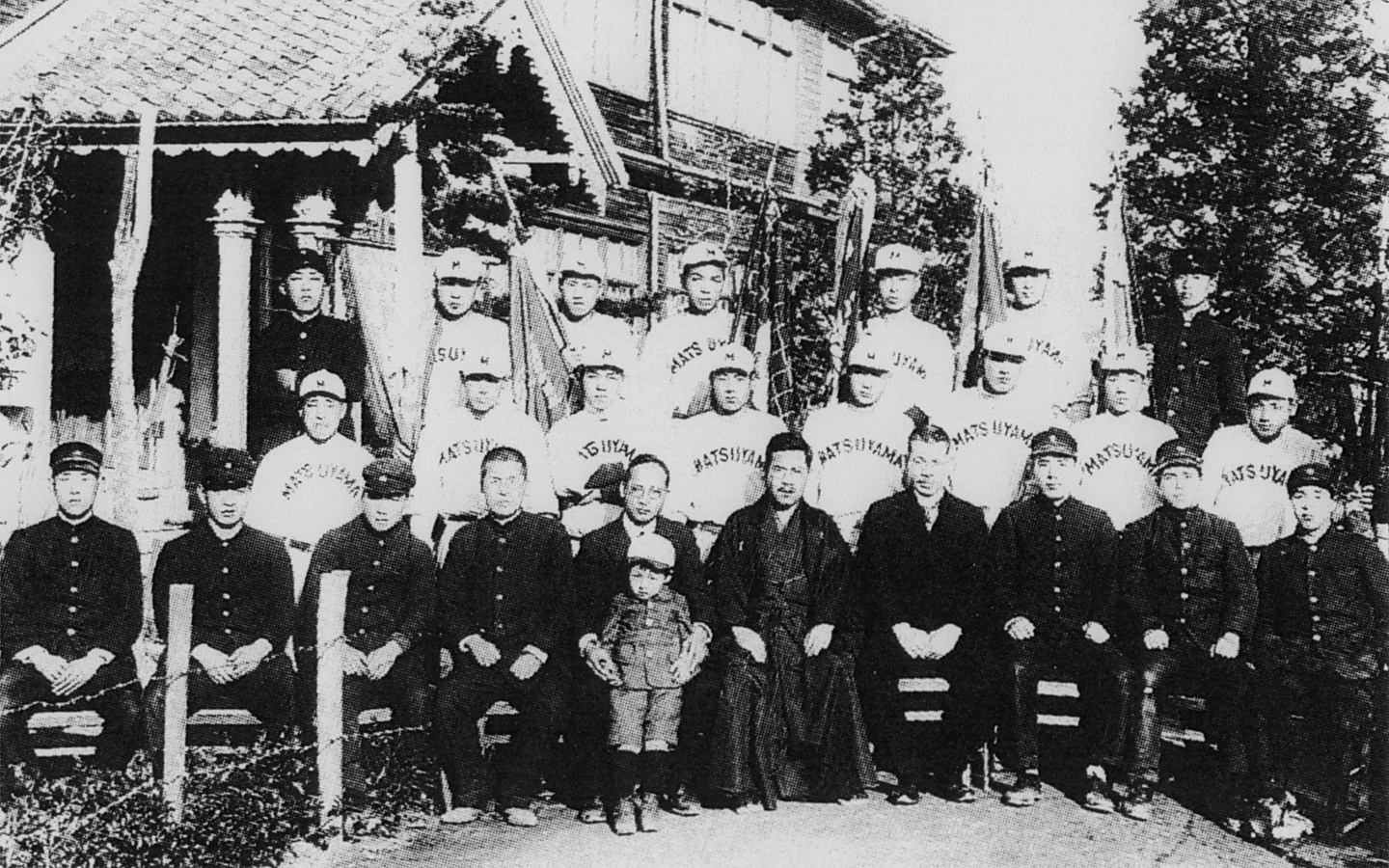
1923年の松山商業野球部（前列左から2人目が藤本定義）
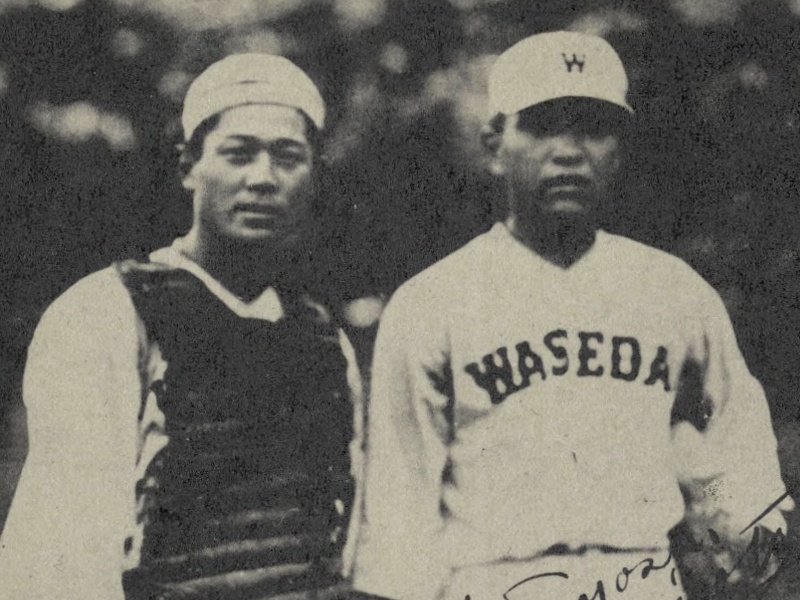
伊丹安広（左）と藤本定義（右）

1924年に早稲田大学に進学し、藤本が繰り出すカーブは「カーブの藤本」と言われるほどに鋭く変化し、これを武器に投手として活躍する。1925年秋季に復活した「早慶戦」では10月20日の第2戦に登板して勝利投手となった。1929年（昭和4年）に商学部を卒業した後は大阪鉄道局吹田を経て、1933年秋からは東京鉄道局の監督として迎えられた。この時点では選手を引退したわけではなく、1935年に行われた巡業試合では、第1回アメリカ遠征から帰国した東京巨人軍と対戦して2勝を挙げた。なお、この時の巡業において東京巨人軍は36勝3敗の成績を残しており、3敗のうち2敗が藤本に抑えられてのものだったため、その手腕を見込まれて東京巨人軍の監督に招聘された。

### 巨人軍監督として

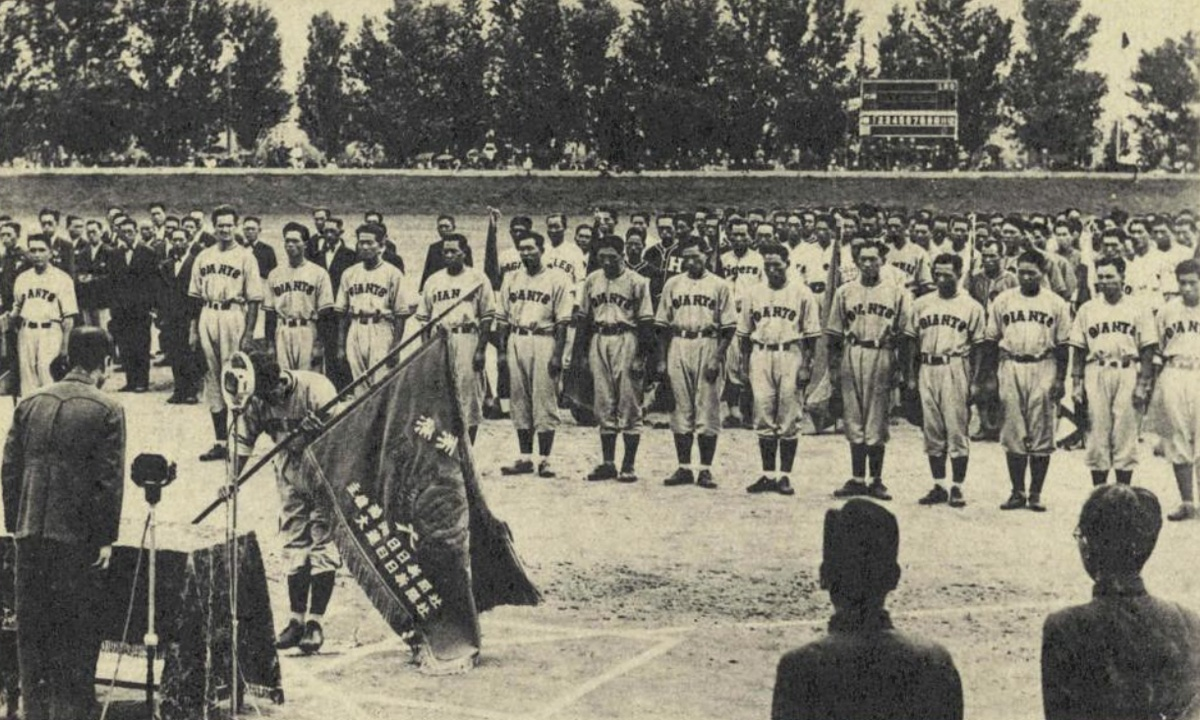
満洲リーグ戦閉会式（1940年8月25日、左端が藤本定義）

東京巨人軍から監督就任を打診された藤本は、1936年6月16日に第2回アメリカ遠征から帰国した時点で監督として合流した。同年から始まった公式戦に臨むも、直後の夏季大会では2勝5敗と惨敗に終わる。こうした経緯により、東京巨人軍の球団史では藤本を初代監督として位置付けている。藤本はこの結果をアメリカ遠征の驕りと考え、鍛え直すために兵役を終えたばかりの三原脩を助監督兼任選手として復帰させ、群馬県館林市の分福球場で「茂林寺の特訓」と呼ばれる猛練習を行った。その甲斐あって秋季大会では公式戦第1回の優勝を果たし、藤本は7年間の在任中の9シーズンで7度の優勝を遂げるという第一次黄金時代を築く。
1941年9月、球団幹部による幹部会の二次会が開かれた際にマネージャーの飯泉春雄と些細なことから口論となり、飯泉が藤本を殴打した。藤本は即刻辞意を表明して監督職務を放棄、飯泉も退社し、専務だった市岡忠男や球団上層部が双方の説得に当たるも、実績に見合う報酬を与えられないことへの不満や球団内部における派閥争いを背景に、藤本は容易に復帰要請に応じなかった。そこへ現場代表として主将の水原茂も説得に加わったことでようやく藤本の態度も軟化し、1ヶ月後の10月末から再び指揮を執っている。しかし、1942年に東京巨人軍が5連覇を達成すると同年12月の定期総会で辞意を表明し、後任として中島治康を推薦する。辞意の理由としては表向きでは「7年間の監督生活で疲れ切った」と述べていたが、実際は前年のトラブルを始め、市岡らフロントとの確執に耐えられなくなったことと、太平洋戦争の激化が理由だった。藤本は1943年1月14日をもって正式に辞任し、東京巨人軍の運営会社である株式会社大日本東京野球倶楽部の取締役も兼任しており、こちらも辞意を表明したものの球団は監督辞表のみ受理した。

### パシフィック監督～田村との出会い
監督を辞任した後は、田村駒治郎が経営する「田村駒」の秘書に迎えられる。第二次世界大戦末期の相次ぐ空襲によって自家を失った藤本は、東京の田村駒別邸に身を寄せていたが、田村が藤本を迎えたのは将来的に朝日軍の監督に就任してもらう意向があったためだった。
戦後の1946年に、藤本は田村の意向に沿う形でパシフィックの監督として球界に復帰する。終戦直後の混乱期で各チームとも選手の獲得に奔走していたが、第二次世界大戦による中断期の申し合わせによって「選手はかつて所属していた球団に復帰する」「他球団に入団する場合は前所属球団の了承を得る」などの取り決めが存在した。ところが藤本は「戦争が終わって日本もイチから出直す。職業野球も同じ。選手も自由に球団を選ぶべき」と主張し、戦前に東京巨人軍に在籍していたヴィクトル・スタルヒン、白石勝巳や、大阪タイガースに所属していた藤井勇、藤村隆男を勧誘して入団させる。この事態に日本野球連盟から「それぞれ巨人と阪神に優先交渉権があるため、パシフィックの選手とは認められない。よって試合への出場は見合わせられたい」との通告が出された。藤本としては職業野球の中断時に球団側が選手の面倒を見ずに放出したこと（とりわけ白石に対しては藤本が就職の世話までしていた）や、公式戦が開始されるとファンから「なぜ白石を試合に出さない?なぜ藤井を出さない?」という期待が高まっていたこともあり、藤本は通告を無視して両者を試合に出場させる。連盟は度重なる協議を行った結果、同年10月4日になって前年までの給与を旧所属球団から受け取っていなかったことから白石らのパシフィックへの帰属は認めるが、2人を出場させた5月の4試合は、帰属が決定する前の試合として無効、没収試合として9-0で相手球団の勝利としたほか、パシフィックには制裁金1万円、藤本には制裁金200円および1週間の試合出場停止の裁定を出した。それでも藤本は選手の待遇改善にはまだまだ足らないと考えて「日本野球選手会」を発足させ、初代会長に就任した。
1947年12月4日をもって藤本はパシフィックの監督の辞任し、退団した。その後は1948年から1956年まで金星スターズの監督を務めたのち、1957年から1959年は阪急ブレーブスを率いた。

### ライバル・タイガース入団
1959年12月14日、藤本は大阪タイガースのヘッド兼投手コーチに就任した。監督の金田正泰が藤本に「後ろ盾」になってもらおうと要請したもので、金田は神戸市本山にあった藤本の自宅を自ら訪ねて「私を助けてください」と頭を下げた。東京巨人軍出身者としてライバルのタイガース入りに抵抗感があった藤本は、大日本東京野球倶楽部初代総監督も務めた市岡や、セントラル・リーグ会長の鈴木龍二と相談した結果、受諾した。鈴木は藤本のタイガース入りについて「巨人・阪神戦が一生注目を浴びる」と推薦までしていた。
藤本の在任中は球団社長だった戸沢一隆と傍目も羨むほどに馬が合い、2年目の1961年にはタイガースのキャンプを高知市営球場で行うことを提案した。これが実現し、本拠地である阪神甲子園球場を離れてのキャンプは1953年（鹿児島県立鴨池野球場）以来だったが、監督の金田には決定まで全く知らされていなかった。そのためか、キャンプでは金田から「若手投手の育成」を理由に二軍を指導するよう指示され、一軍から藤本を遠ざける事態となった。これによって歯車が狂い始めて開幕を迎えても最下位に沈み、同年5月30日の対中日ドラゴンズ戦（ナゴヤ球場）からは一軍ベンチに合流した。チームの不振が続く中、同年8月6日早朝に戸沢はチーム遠征先の東京都文京区本郷の「清水旅館」に向かい、金田に休養を通達すると同時に、午前11時に東大球場での練習前に藤本の代理監督就任を全選手に通達した。翌朝の「スポーツニッポン」では「球団側、予定の行動」との見出しで解説があり、記者だった荒井忠は「金田さんは戸沢さんの支持を受けてないので、やがては藤本さんの手に（監督の）権利が渡ると見越していた」と書いた。
藤本は同年7月19日に監督へ就任し、後半戦は37勝27敗1分と勝ち越しに成功した。選手には「これが優勝ベースだ。この味を忘れるな」と語りかけ、藤本自身もチームに自信とまとまりが芽生えてきたことを実感し始めていた。1962年には「打倒巨人」を掲げ、巨人OBの青田昇をヘッドコーチに招聘し、投手陣は杉下茂によって解雇寸前だったジーン・バッキーに身体の使い方から投球方法まで徹底的に鍛えさせ、同年と1964年にはリーグ優勝を果たした。阪神の監督として2度優勝を達成したのは1リーグ時代の石本秀一・若林忠志に次いで3人目だが、藤本の後は岡田彰布まで59年間現れなかった。1965年10月28日には総監督に就任し、後任の監督として杉下を起用させたが、シーズン途中の1966年6月13日に杉下が監督を辞したことで監督に復帰した。1968年10月21日に勇退を申し入れ、同年11月19日には阪神タイガースの球団技術顧問に就任した。監督としての実働期間は29年間になり、これは歴代最長の記録となっている。また、所属球団が5球団にもなり、これは三原脩・石本秀一と並ぶ最多タイ記録で、藤本が一軍監督を務めた1968年は、プロ野球選手としての経験がない人物による一軍監督の最後の例となっている。

### 晩年
1970年からは現場を離れ、報知新聞の専属評論家として活動したほか、1974年には野球殿堂入りを果たした。さらに同年から1979年まではサンテレビボックス席（阪急戦）解説者を務めた。
1981年2月18日に死去、76歳没。
2010年代に、1936年の職業野球年度優勝決定戦となった東京巨人軍と大阪タイガース（洲崎球場）の第3戦の模様を、観客が8ミリカメラで撮影した映像が発見され、藤本が東京巨人軍の攻撃時に一塁側のベースコーチに立って、攻撃の指揮を執る姿が確認された。

## 人物

### 伊予の古タヌキ

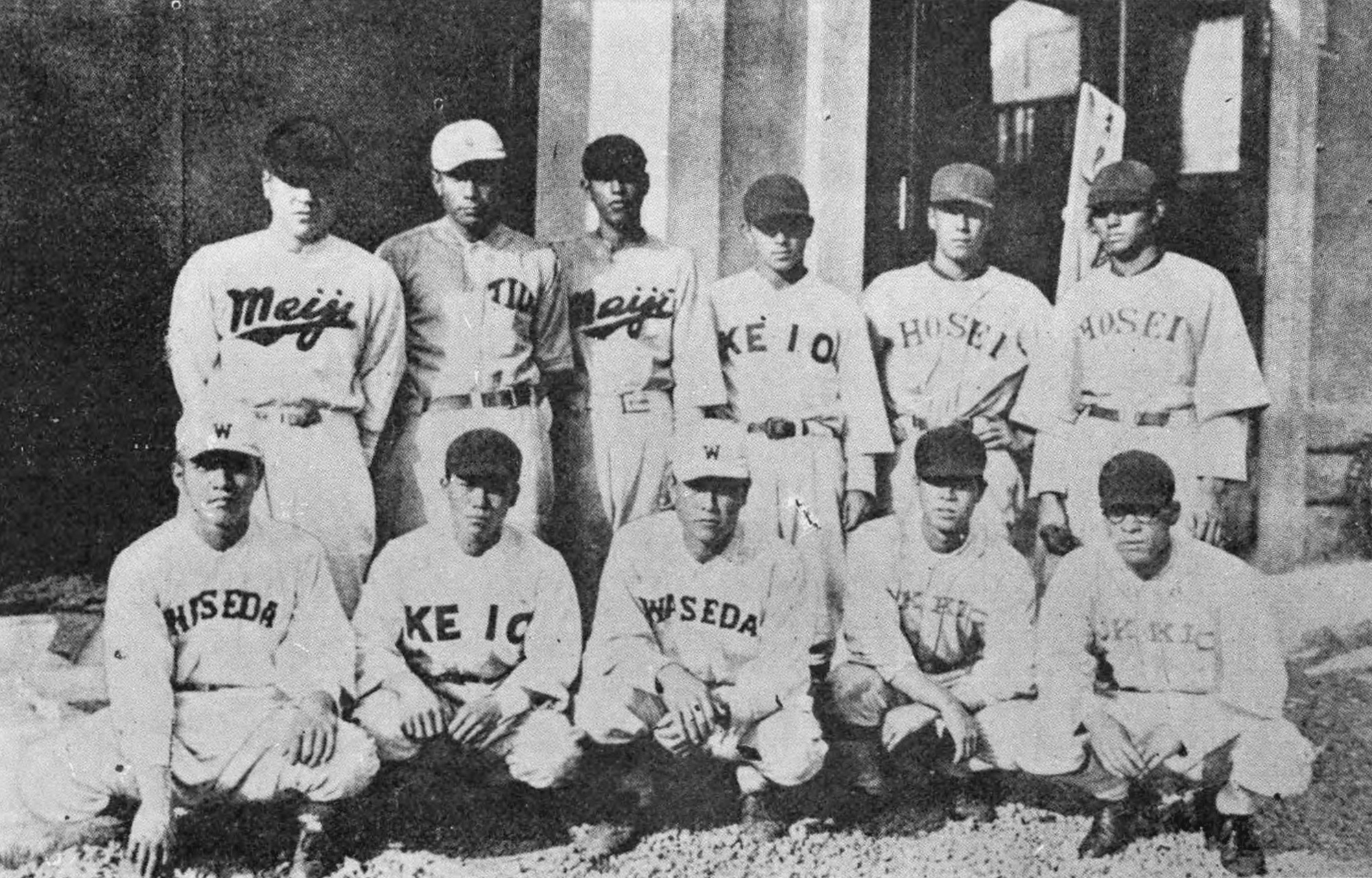
神宮球場玄関前での六大学投手陣（1926年、前列左端が藤本定義）

戦前は、前述の「茂林寺の猛練習」にもあるようにスパルタ監督のイメージが強いが、戦後は「伊予の古タヌキ」の異名をとるほど、知略を前面に出していた。また、選手の人心掌握に優れた監督で、自身が投手だったこともあって特に若手投手をかわいがった。戦地での手榴弾投げなどで肩を痛め、東京巨人軍から冷遇されていた沢村栄治を親身に世話し、ロシア系だとしてチームメートから虐められることもあったヴィクトル・スタルヒンを常に庇った。
タイガース時代には江夏豊を宿舎の自室に呼び、お茶を飲みながらスタルヒンと沢村の話を聞かせたという。晩年の1979年に江夏が広島東洋カープで初めて優勝を経験した際にも藤本は杖を突きながら現れ、「良かったなぁ」と泣きながら祝福した。

## 監督として

### 投手起用
1937年には「同一球団の2連戦には初戦に沢村栄治、2戦目にヴィクトル・スタルヒンまたは前川八郎を起用する」「先発投手には事前に登板日を予告する」などから、現在の先発ローテーションに繋がる起用方法を持っていたとされる。戦後の1957年から1959年にかけて阪急ブレーブス監督時代に日本で初めて「先発ローテーション」を本格的に導入し、当時エースだった米田哲也・梶本隆夫を一定間隔で先発起用した。また、当時は一般的だったエースの連続起用に対して「30勝投手を出すのは監督の恥」と批判した。これは大阪タイガース監督就任時も維持し、1962年は小山正明・村山実、1964年はジーン・バッキーの活躍で優勝を果たした。これは小山、村山を軸にペナントレースの焦点となる巨人戦から逆算して考えて先々まで決めていたため、「巻紙ローテーション」とも呼ばれた。藤本は東京鉄道管理局勤務時代に統計係として国鉄各駅の乗降人数を集計整理する業務を担当した経験を持ち、これが「先発ローテーション制」確立に役立ったと言われている。
ただし、現在のように先発・中継ぎ・抑えの「投手分業制」は嫌っており、常に先発完投型の投手像を追及していた。その言葉通り、1962年の完投数は小山：26、村山：23、1964年のバッキーは24完投している。

### プロ野球初の没収試合
1946年にパシフィックの監督に就任した際に、戦前に他球団に所属していた選手を入団させたことで没収試合を経験することとなった。
同年からプロ野球は復活したが、戦後の混乱期の中で選手契約についても議論が割れていた。具体的には、プロ野球が1944年に一時休止になった時点で「いずれかの球団に所属していた選手はそのチームに戻るべき」という意見と、「戦後新しくスタートするのだから戦前の所属球団にこだわる必要はない」という意見である。
藤本は移籍容認派で、「戦争が終わって、日本もイチから出直すのだから、職業野球もイチから出直す。よって選手も自由に球団を選ぶべきだ」と述べ、プロ野球が中止されて球団が解散した時に、選手のその後の支援を何もせずに一方的に解雇したにもかかわらず、選手の保有権を主張する球団の対応に不満を持っていた。そして、藤本率いるパシフィックにヴィクトル・スタルヒンと白石勝巳（東京巨人軍）、藤井勇（阪神軍）を、巨人・阪神両球団の許可無く入団させた。これに対して日本野球連盟は「調査の必要もあり、様々な意見を聞いて慎重に決定する必要がある。それまでは対象になる選手の出場を一時見合わせるように」という全球団に対して通告を出していた。
しかし上記の理由から連盟の調査は長引き、ファンからも3選手の出場を望む声があがったことで、藤本は5月20日のセネタース戦、5月23日のグレートリング戦、5月24日の阪急軍戦、5月26日のグレートリング戦（いずれも阪急西宮球場）の合計4試合に、白石と藤井の2選手を連盟の許可なく出場させた。これを知った巨人と阪神は日本野球連盟に提訴した。
藤本は前述の球団の対応への不満に加え、戦前に巨人軍の選手だった青田昇・前川八郎が阪急軍と契約し、白石や藤井と同様に試合に出場していたにもかかわらず不問にされた上に、その阪急の球団代表が藤本を批判していたことを引き合いに出して反論した。
その後、日本野球連盟は10月14日に「戦前の所属球団から給与を受けていなかったため、3選手へのパシフィック移籍は了承するが、白石と藤井が出場した5月の4試合はパシフィックの選手である裁定が出る前とみなし、『没収試合』とする」という裁定を下した。同時に藤本へ対して10月10日から10月18日までの出場停止処分と制裁金200円を命じられた（当時の大人の入場料は3円）。パシフィックにとっては没収試合を宣告された4試合のうち3試合は負けていたため影響は少なかったが、5月26日のグレートリング戦は7-4で勝利していたため、没収試合で勝敗が入れ替わった。なお、その4試合以後にスタルヒン・藤井・白石が出場した試合についてはパシフィックの選手である裁定が出た後とみなされたため、没収試合とならなかった。
そしてこの没収試合は、巨人の戦後初年度優勝を逃す一因にもなった。この年はグレートリングが65勝38敗2分け（勝率.631）、巨人が64勝39敗2分け（勝率.621）であり、裁定が無ければプレーオフという結果になっていただけに、巨人にとっては間接的に優勝争いのライバルに1勝を献上する形となってしまった。

### 各種記録
東京巨人軍で7回の優勝を果たした時代は戦前の1リーグ制だったため、リーグ優勝を果たして日本シリーズに出場したのはタイガース監督時代の1962年・1964年のみでいずれも敗退している。通算1000勝以上の監督で、日本シリーズでの優勝経験がないのは西本幸雄、別当薫で、別当にはリーグ優勝の経験もない。
監督として、退場処分を7度記録している。

### 後輩・江夏と川上と
阪神タイガースに入団し、その後広島東洋カープ、日本ハムファイターズなどで活躍した江夏豊は、自身の著書においてタイガース監督時代の藤本の立場を示すエピソードについて語っている。
江夏が1967年のオールスターゲームに出場した際に、川上哲治（セントラル・リーグ監督）の指示によって3連投を行った。当時の江夏はその結果に満足していたが、オールスター戦が明けて最初の巨人戦において、試合前に藤本は巨人監督の川上を自軍のベンチに呼び出し、「おい、哲!うちの豊（江夏）を乱暴に使いやがって!この馬鹿野郎!」と物凄い剣幕で叱った。上記のように選手を酷使することを嫌っていた藤本だが、かつての教え子とはいえ、ライバル球団の監督を直接叱るという意外な出来事に対し、既に名監督として評価されていた川上は直立不動で藤本の話を聞いていた。
入団まもない江夏は藤本から非常にかわいがられ、野球人として最晩年に差し掛かっていた藤本は、孫のような年齢の江夏の目には好々爺のような存在に映り、藤本自身も前述の沢村、スタルヒンのように野球の昔話を聞かせるのが大好きだったという。そんな藤本がこの時に限って突然、鬼監督のように川上を怒鳴りつけ、天下の川上であれどなすすべなく立ち尽くしている光景に、江夏は衝撃を受けたという。

## 家族
最初の妻は第二次世界大戦中の1945年に死別し、その直後に田村駒治郎の世話で田村の遠縁の女性と再婚している。

## 詳細情報

### 年度別監督成績
| 年度       | チーム            | 順位       | 試合 | 勝利 | 敗戦 | 引分 | 勝率 | ゲーム差 | チーム 本塁打           | チーム 打率             | チーム 防御率           | 年齢                    |                         |
| ---------- | ----------------- | ---------- | ---- | ---- | ---- | ---- | ---- | -------- | ----------------------- | ----------------------- | ----------------------- | ----------------------- | ----------------------- |
| 1936夏     | 巨人              |            | 7    | 2    | 5    | 0    | .286 |          | 2                       | .238                    | 3.48                    | 32歳                    |                         |
| 1936秋     | 巨人              | 1位        | 27   | 18   | 9    | 0    | .667 |          | 1                       | .210                    | 1.40                    | 32歳                    |                         |
| 1937春     | 巨人              | 1位        | 56   | 41   | 13   | 2    | .759 | ―        | 7                       | .242                    | 1.53                    | 33歳                    |                         |
| 1937秋     | 巨人              | 2位        | 48   | 30   | 18   | 0    | .625 | 9        | 21                      | .255                    | 2.31                    | 33歳                    |                         |
| 1938春     | 巨人              | 2位        | 35   | 24   | 11   | 0    | .686 | 5        | 7                       | .250                    | 2.69                    | 34歳                    |                         |
| 1938秋     | 巨人              | 1位        | 40   | 30   | 9    | 1    | .769 | ―        | 22                      | .241                    | 2.04                    | 34歳                    |                         |
| 1939       | 巨人              | 1位        | 96   | 66   | 26   | 4    | .717 | ―        | 26                      | .266                    | 2.07                    | 35歳                    |                         |
| 1940       | 巨人              | 1位        | 104  | 76   | 28   | 0    | .731 | ―        | 23                      | .237                    | 1.56                    | 36歳                    |                         |
| 1941       | 巨人              | 1位        | 86   | 62   | 22   | 2    | .738 | ―        | 23                      | .249                    | 1.75                    | 37歳                    |                         |
| 1942       | 巨人              | 1位        | 105  | 73   | 27   | 5    | .730 | ―        | 19                      | .231                    | 1.57                    | 38歳                    |                         |
| 1946       | パシフィック 太陽 | 7位        | 105  | 42   | 60   | 3    | .412 | 22.5     | 24                      | .232                    | 3.23                    | 42歳                    |                         |
| 1947       | パシフィック 太陽 | 7位        | 119  | 50   | 64   | 5    | .439 | 28       | 36                      | .228                    | 2.55                    | 43歳                    |                         |
| 1948       | 金星 大映         | 7位        | 140  | 60   | 73   | 7    | .451 | 25.5     | 43                      | .229                    | 2.84                    | 44歳                    |                         |
| 1949       | 金星 大映         | 3位        | 134  | 67   | 65   | 2    | .508 | 17.5     | 130                     | .272                    | 4.15                    | 45歳                    |                         |
| 1950       | 金星 大映         | 3位        | 120  | 62   | 54   | 4    | .534 | 19.5     | 91                      | .260                    | 3.70                    | 46歳                    |                         |
| 1951       | 金星 大映         | 4位        | 101  | 41   | 52   | 8    | .441 | 29.5     | 46                      | .239                    | 3.33                    | 47歳                    |                         |
| 1952       | 金星 大映         | 4位        | 121  | 55   | 65   | 1    | .458 | 21       | 68                      | .243                    | 3.38                    | 48歳                    |                         |
| 1953       | 金星 大映         | 3位        | 120  | 63   | 53   | 4    | .543 | 6.5      | 30                      | .237                    | 2.67                    | 49歳                    |                         |
| 1954       | 金星 大映         | 8位        | 140  | 43   | 92   | 5    | .319 | 46       | 47                      | .222                    | 3.53                    | 50歳                    |                         |
| 1955       | 金星 大映         | 6位        | 141  | 53   | 87   | 1    | .379 | 46       | 41                      | .228                    | 2.99                    | 51歳                    |                         |
| 1956       | 金星 大映         | 7位        | 154  | 57   | 94   | 3    | .380 | 41       | 46                      | .227                    | 2.89                    | 52歳                    |                         |
| 1957       | 阪急              | 4位        | 132  | 71   | 55   | 6    | .561 | 11.5     | 56                      | .231                    | 2.41                    | 53歳                    |                         |
| 1958       | 阪急              | 3位        | 130  | 73   | 51   | 6    | .585 | 4.5      | 41                      | .234                    | 2.54                    | 54歳                    |                         |
| 1959       | 阪急              | 5位        | 134  | 48   | 82   | 4    | .369 | 40       | 57                      | .222                    | 3.26                    | 55歳                    |                         |
| 1961       | 阪神              | 4位        | 130  | 60   | 67   | 3    | .473 | 12.5     | 80                      | .244                    | 2.60                    | 57歳                    |                         |
| 1962       | 阪神              | 1位        | 133  | 75   | 55   | 3    | .577 | ―        | 64                      | .223                    | 2.03                    | 58歳                    |                         |
| 1963       | 阪神              | 3位        | 140  | 69   | 70   | 1    | .496 | 14.5     | 95                      | .239                    | 3.20                    | 59歳                    |                         |
| 1964       | 阪神              | 1位        | 140  | 80   | 56   | 4    | .588 | ―        | 114                     | .240                    | 2.75                    | 60歳                    |                         |
| 1965       | 阪神              | 3位        | 140  | 71   | 66   | 3    | .518 | 19.5     | 94                      | .220                    | 2.47                    | 61歳                    |                         |
| 1966       | 阪神              | 3位        | 135  | 64   | 66   | 5    | .492 | 25       | 81                      | .233                    | 2.52                    | 62歳                    |                         |
| 1967       | 阪神              | 3位        | 136  | 70   | 60   | 6    | .538 | 14       | 101                     | .245                    | 2.60                    | 63歳                    |                         |
| 1968       | 阪神              | 2位        | 133  | 72   | 58   | 3    | .554 | 5        | 119                     | .229                    | 2.67                    | 64歳                    |                         |
| 通算：29年 | 通算：29年        | 通算：29年 | 3482 | 1768 | 1613 | 101  | .523 | -        | Aクラス20回、Bクラス9回 | Aクラス20回、Bクラス9回 | Aクラス20回、Bクラス9回 | Aクラス20回、Bクラス9回 | Aクラス20回、Bクラス9回 |

※1　1954年から1955年、1963年から1965年までは140試合制
※2　1958年から1962年、1966年から1996年までは130試合制

### 通算監督成績
- 3200試合 1657勝1450敗93分 勝率.533（試合数・勝数・敗数いずれも歴代3位）
- リーグ優勝9回（1リーグ制7回、2リーグ制2回）
- Aクラス20回、Bクラス11回

### 表彰
- 野球殿堂競技者表彰（1974年）

### 背番号
- 22 （1936年 - 1938年）
- 30 （1939年 - 1942年、1946年 - 1959年）
- 60 （1960年 - 1961年途中）
- 61 （1961年途中 - 1968年）